# Ялега
Ялега — малая река в Вытегорском районе Вологодской области России. Устье реки находится в 8 км от устья правой протоки Андомы. Высота устья — 33,1 м над уровнем моря. Длина реки составляет 26 км, площадь водосборного бассейна — 114 км².
Основная часть русла расположена на территории Андомского сельского поселения, река протекает через озёра Большое, в которое впадает Кукурека, и Меньшое.

## Данные водного реестра
По данным государственного водного реестра России относится к Балтийскому бассейновому округу, водохозяйственный участок реки — Бассейн Онежского озера без рр. Шуя, Суна, Водла и Вытегра, речной подбассейн реки — Свирь (включая реки бассейна Онежского озера). Относится к речному бассейну реки Нева (включая бассейны рек Онежского и Ладожского озера).
Код объекта в государственном водном реестре — 01040100612102000017475.